# Демченков, Филипп Трофимович

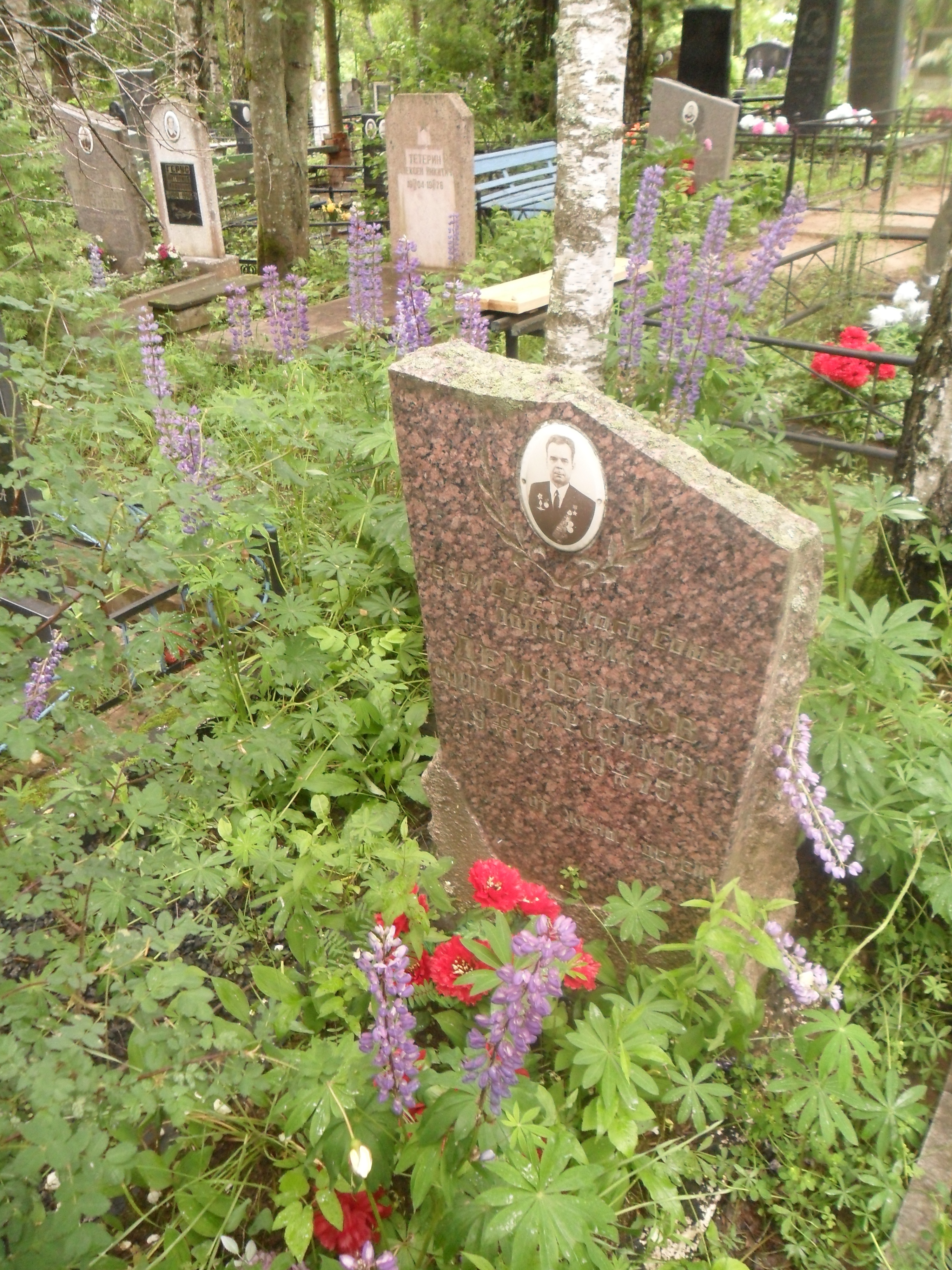
Могила Демченкова на Новом кладбище Смоленска.

Филипп Трофимович Демченков (27 октября 1915, Ельнинский район — 4 сентября 1975, Смоленск) — подполковник Советской Армии, участник Великой Отечественной войны, Герой Советского Союза (1942).

## Биография
Родился 27 октября (по другим данным — 26 ноября) 1915 года в деревне Стайки (ныне — Ельнинский район Смоленской области) в семье крестьянина. Окончил семь классов школы, работал на Второй Московской государственной электростанции. В 1939 году он окончил школу лётчиков Гражданского Воздушного флота в Батайске, работал пилотом в Южно-Казахстанском управлении ГВФ. В 1940 году он был призван на службу в Рабоче-крестьянскую Красную Армию. С началом Великой Отечественной войны — на её фронтах.
К декабрю 1941 года младший лейтенант командовал звеном 150-го скоростного бомбардировочного авиационного полка 46-й авиационной дивизии Западного фронта. К тому времени он совершил уже 146 боевых вылетов на бомбардировку скоплений боевой техники и живой силы противника, нанеся ему сильный урон.
Указом Президиума Верховного Совета СССР «О присвоении звания Героя Советского Союза начальствующему и рядовому составу Красной Армии» от 12 апреля 1942 года за «образцовое выполнение боевых заданий командования и проявленные при этом отвагу и геройство» удостоен высокого звания Героя Советского Союза с вручением ордена Ленина и медали «Золотая Звезда» за номером 687.
В июне 1942 года был сбит на территории, контролируемой фашистами, получив тяжёлые ранения. Н. И. Власов на лёгком самолёте У-2 ночью на минимальной высоте пересёк линию фронта, совершил посадку между двумя шоссе в районе станции Миллерово, по которым двигались войска противника, и подобрал на борт Демченкова и под огнём противника доставил его на свой аэродром.
После окончания войны продолжил службу в Советской Армии. В 1949 году окончил Военно-воздушную академию в Монино. В 1958 году в звании подполковника он был уволен в запас. 
Проживал в Смоленске, работал в кинопрокате. Скончался 4 сентября 1975 года, похоронен на Новом кладбище Смоленска.
Был награждён двумя орденами Ленина, орденами Красного Знамени и Отечественной войны 2-й степени, а также рядом медалей.